# Rolaspis compositae
Rolaspis compositae är en insektsart som beskrevs av Hall 1946. Rolaspis compositae ingår i släktet Rolaspis och familjen pansarsköldlöss. Inga underarter finns listade i Catalogue of Life.